# صاریغ سه‌خط ایهرینگ
صاریغ سه‌خط ایهرینگ (نام علمی: Monodelphis iheringi) نام یک گونه از سرده تک‌زهدان‌ها است.